# تزیمونه
تزیمونه (به ایتالیایی: Zimone) یک کومونه در ایتالیا است که در استان بیه‌لا واقع شده‌است. تزیمونه ۲٫۹ کیلومتر مربع مساحت و ۴۲۵ نفر جمعیت دارد و ۴۶۵ متر بالاتر از سطح دریا واقع شده‌است.